# معبد بزرگ تایوان

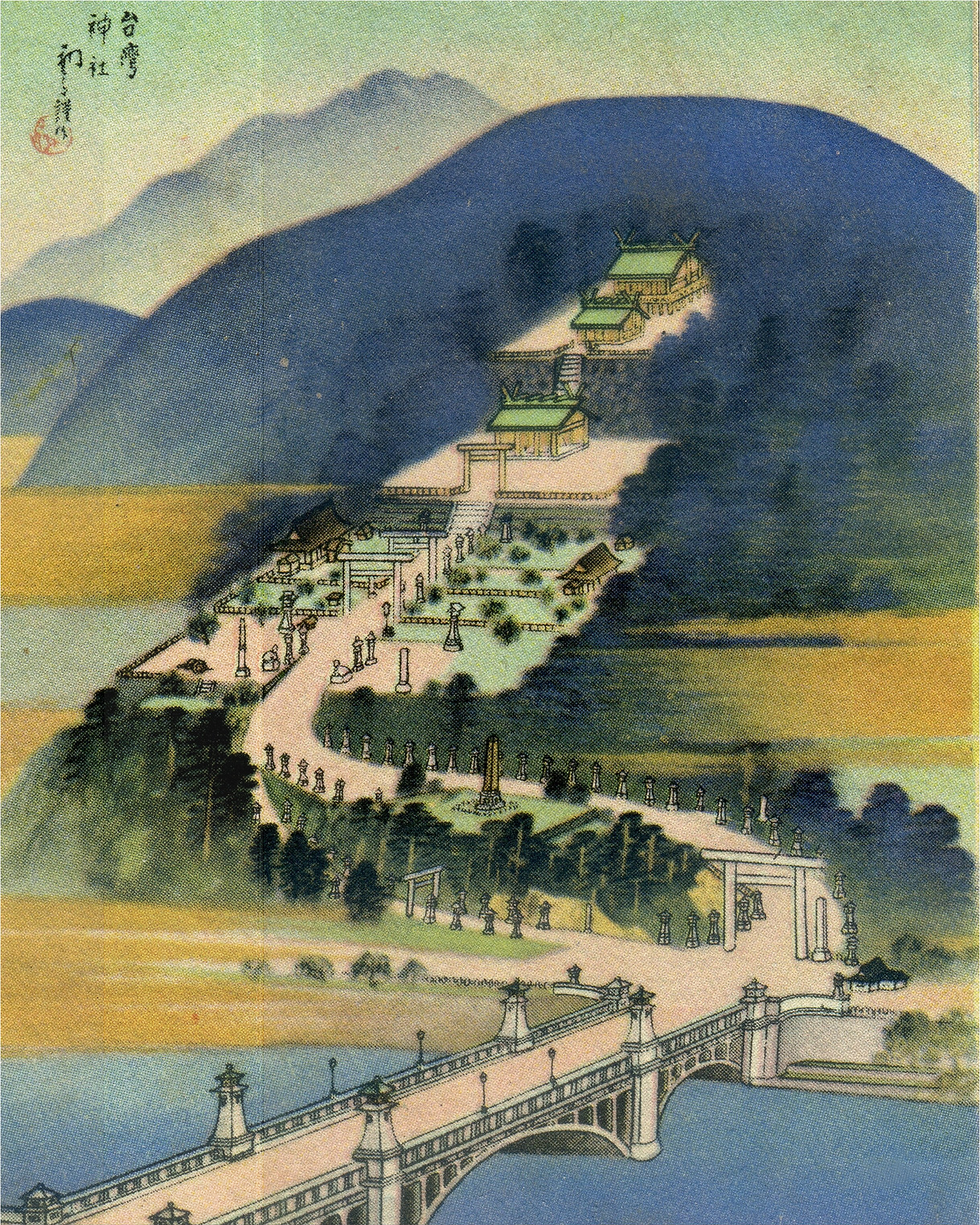
نقاشی از معبد بزرگ تایوان در دوران استعمار ژاپن. در پایین نقاشی، رودخانه کیلونگ و در گوشه پایین سمت راست، پل میجی تا حدی قابل مشاهده است.

معبد بزرگ تایوان (زبان‌های چینی: 臺灣神宮; پین‌یین: Táiwān Shéngōng; روماجی: Taiwan Jingū، ژاپنی: 村方村) عالی‌ترین معبد شینتو ژاپنی در تایوان در دوران استعمار ژاپن بود. این مکان در تایهوکو، تایوان، که اکنون ناحیه ژونگشان تایپه است، قرار داشت. در میان معابد شینتو که رسماً در تایوان مورد تأیید قرار گرفته‌اند، معبد بزرگ تایوان بالاترین رتبه را در بین همه آنها داشت. گراند هتل در محل سابق حرم قرار دارد.

## تاریخچه

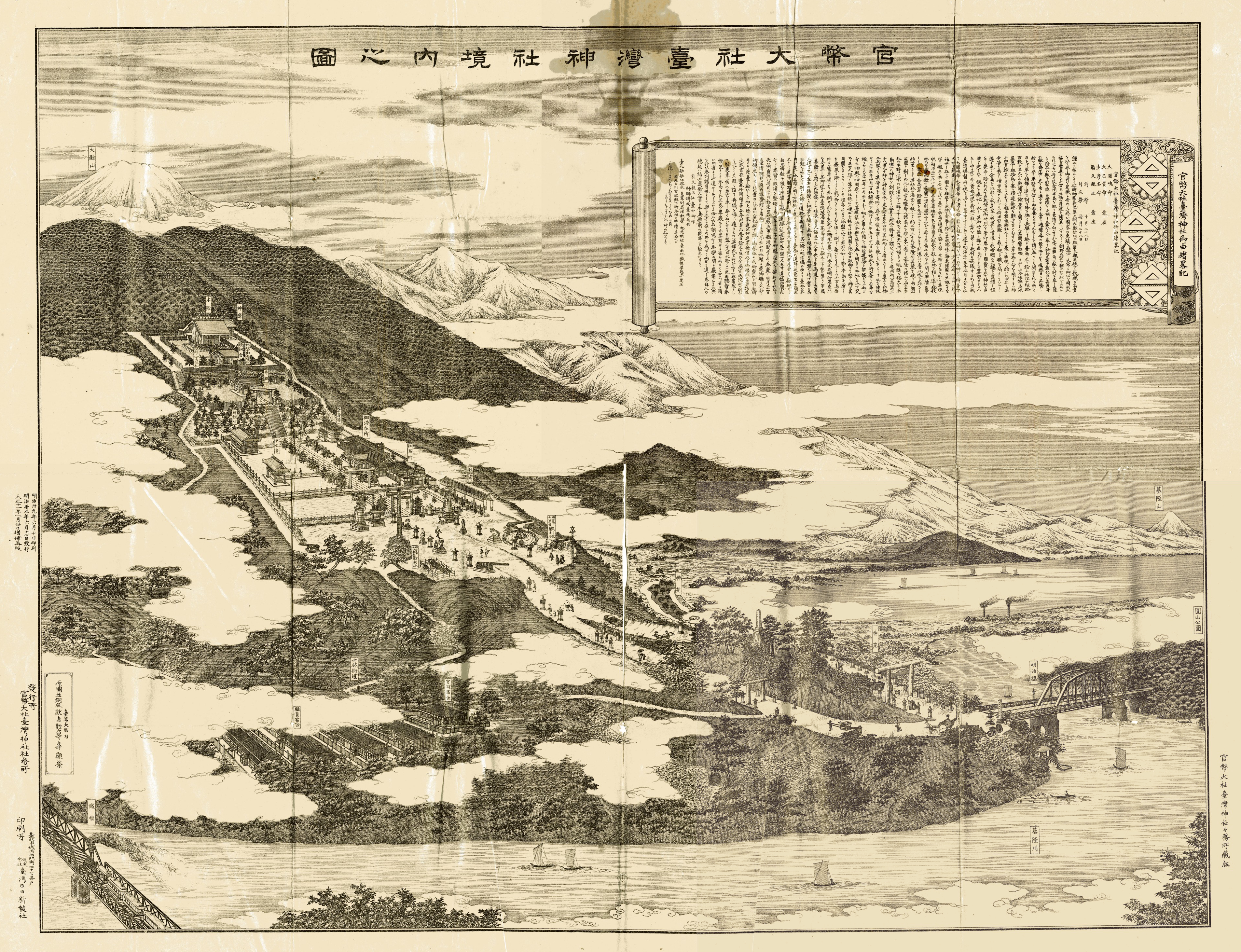
نقشه معبد بزرگ تایوان (دهه ۱۹۲۰) مکان هر شیء و اطلاعات دقیق آن را ثبت کرده است.

پس از مرگ شاهزاده یوشی‌هیسا در سال ۱۸۹۵، فرماندار کل تایوان، نوگی مرسوکه، برنامه‌ریزی برای ساخت یک زیارتگاه به افتخار یوشی‌هیسا را آغاز کرد. در ابتدا، قرار بود این زیارتگاه در پارک یوانشان (圓山公園، که اکنون بخشی از پارک نمایشگاه تایپه است) ساخته شود. با این حال، جانشین نوگی، کوداما گنتارو، و طراح ارشد گوتو شینپی، تصمیم گرفتند آن را از طریق رودخانه کیلونگ به کوه جیانتان (劍潭山) منتقل کنند تا این مکان در ارتفاع بالاتری قرار گیرد. این نقطه دید به زیارتگاه اجازه می‌داد تا بر کل شهر مشرف باشد و آن را به نمادی برای قدرت استعماری امپراتوری ژاپن تبدیل کند. ساخت و ساز بین سال‌های ۱۹۰۰ تا ۱۹۰۱ به طول انجامید و زیارتگاه تکمیل شده به یوشی‌هیسا و کایتاکو سانجین (開拓三神، سه خدای کامی پیشگام) اختصاص یافت. در سال ۱۹۱۵، یک ایستگاه راه‌آهن به نام ایستگاه میانوشیتا (宮ノ下乘降場؛ اکنون ایستگاه متروی جیانتان) در دامنه کوه جیانتان برای خدمت‌رسانی به این زیارتگاه قرار گرفت. در ۱۲ آوریل ۱۹۲۳، ولیعهد هیروهیتو، که سه سال بعد امپراتور شوا شد، سفری دو هفته‌ای به تایوان آغاز کرد. در آماده‌سازی برای بازدید او از زیارتگاه، جاده چوکوشی (勅使街道، چوکوشی کایدو؛ جاده شمالی چانگشان امروزی) از شهر به زیارتگاه منتهی شد و پل میجی (明治橋) از روی رودخانه کیلونگ عبور کرد.
این زیارتگاه در سال ۱۹۴۴ (شووا ۱۹) با تقدیس آماتراسو به مقام زیارتگاه بزرگ (جینگو) ارتقا یافت و به بالاترین مقام زیارتگاه در تایوان تبدیل شد. مراسم افتتاحیه زیارتگاه جدید قرار بود در ۲۸ اکتبر برگزار شود. با این حال، در ۲۳ اکتبر ۱۹۴۴، یک هواپیمای باری کنترل خود را از دست داد و در بالای کوهی که زیارتگاه بزرگ تایوان در آن قرار داشت، سقوط کرد و تقریباً نیمی از زیارتگاه را به شدت آسیب رساند. به دلیل تسلیم ژاپن پس از جنگ جهانی دوم، این زیارتگاه هرگز به‌طور کامل تعمیر نشد و بسیاری از مصالح زیارتگاه برای پروژه‌های ساختمانی در جای دیگری برده شد. به جای آن، هتل بزرگ در سال ۱۹۵۲ ساخته شد که همچنان به عنوان یک بنای برجسته شهر باقی مانده است.